# ELSランゲージセンター
ELSランゲージセンター（英称：ELS Language Centers.）は、米国プリンストンに本部をもつ英語・英会話・留学の専門機関。日本を含む世界80ヶ所に拠点が存在している。
1961年より「話す 聞く 読む 書く」といった総合英語を短期集中で習得するプログラムを提供している。
約600の米国大学と提携し、ELSの規定レベル修了者へはTOEFL免除での米大入学が許可されている。
ELSキャリアセンターを校内に併設し、受講生と語学力のある人材をもとめる企業をつなぐ事業も展開している。
日本では、米国ベルリッツ・インターナショナルと三共トレーディング（株）出資により設立された
イー・エル・エス・ジャパン（株）が米国法人のELSエデュケーショナルサービシズ社とフランチャイズ
契約を結び、ELSメソッドを用いた英語学校の運営を手がけていたが、2009年12月11日、東京地裁へ
自己破産を申請、同月16日に同地裁より破産手続き開始決定を受け
、2010年1月現在、業務を停止している。

## 参照
1. ↑  http://www.tdb.co.jp/tosan/syosai/3184.html